# フランソワ・レシャンバック
フランソワ・レシャンバック（François Reichenbach、1921年7月3日 - 1993年2月2日）は、フランスの映画監督、撮影監督、映画プロデューサー。

## 人物
長編ドキュメンタリー『アメリカの裏窓』でセンセーションを巻き起こし、『オーソン・ウェルズのフェイク』をプロデュースしたことで知られる放浪の映画作家。日本では1968年の冬季五輪グルノーブルオリンピックの記録映画『白い恋人たち』をクロード・ルルーシュと共同監督したことで知られる。

## 来歴・人物
1922年7月3日、パリの画商を営む裕福な家庭に生まれる。映画プロデューサー、ピエール・ブロンベルジェの甥。スイス・ジュネーヴに音楽を学んだのち、彼自身も偉大なるアマチュア芸術家であり蒐集家であったので、絵画のブローカーとしてアメリカでデビューした。レシャンバックは放浪の人であったが、伯父のブロンベルジェにより映画界に進むよう刺激された。
1950年代の初めに、人物ないしは、軽い散歩であるとか、あるいは世界を横断する数々の旅の間に感じられる印象へ捧げられたドキュメンタリー作品の演出に携わった。短篇第一作は『Paris qui ne dort pas（眠らぬパリ）』（1954年）。
1955年に3本の短篇を撮る。『Impressions de New York』、『New York ballade』、『Visages de Paris』の3部作は、いずれも『カイエ・デュ・シネマ』誌の批評家ジャック・ドニオル＝ヴァルクローズがコメンタリーを執筆、ブロベルジェがプロデュース、彼の製作会社「レ・フィルム・ド・ラ・プレイヤード」社とRTFが製作した。『Visages de Paris』の音楽はミシェル・ルグラン。ブロンベルジェのがっちりしたプロデュースワークは、『Sex o'clock USA』（1976年）までつづく。
1956年、短篇映画『Novembre à Paris』、編集技師アラン・レネ。
1957年、短篇映画『Les Marines』を発表。アメリカのエリートの新しい生活スタイルを描いた。音楽はジョルジュ・ドルリューがスコアを書き、ナレーションはジェラール・ウーリー。
1958年に製作され、1960年に発表した長編ドキュメンタリー『アメリカの裏窓』はセンセーションを巻き起こした。同年カンヌ国際映画祭パルムドールにノミネートされるも逃したが、1962年のサンフランシスコ国際映画祭ではドキュメンタリー部門で金門賞を受賞。脚本、撮影監督、演出をレシャンバックが行ない、ダイアローグをクリス・マルケルが書き、音楽はルグラン。
1962年、長編ドキュメンタリー『Un cœur gros comme ça』でパリのセネガル人ボクサーを描く。音楽がルグランとドルリューとがコラボし、バッハやロッシーニとともにレオ・フェレのシャンソンまでを使用している。ジャン＝ポール・ベルモンド、ミシェル・モルガンがカメオ出演。
1968年、『Portrait d'Orson Welles』を撮り、ベルリン国際映画祭短編部門金熊賞。オーソン・ウェルズ、ジャンヌ・モロー出演。
1973年、『オーソン・ウェルズのフェイク』（仏語Vérités et mensonges、英語F for Fake、監督オーソン・ウェルズ）をイラン、西ドイツの製作会社とともに出資してプロデュースし、またジョゼフ・コットン、ピーター・ボグダノヴィッチらとともに実名で出演もしている。天才贋作者エルミア・デ・ホーリーをめぐる真贋虚実の映画。
彼はまた、オーソン・ウェルズのようなシネアスト、ユーディ・メニューインやアルトゥール・ルービンシュタインのような音楽家、あるいはジョニー・アリディー、バルバラ、ミレイユ・マチュー、ヴィンス・テイラーといったポピュラー歌手、ペレやパスカル・オルメタのようなサッカー選手、彫刻家のアルマン、ギタリストのマニタス・デ・プラタ、画家のデュノワイエ・ド・セゴンザック、指揮者カラヤン、女優ブリジット・バルドー...とさまざま人物を演出した。
1993年2月2日、パリ西郊の高級住宅地オー＝ド＝セーヌ県ヌイイ＝シュル＝セーヌで死去。70歳。

## フィルモグラフィー

### 短篇
- Paris qui ne dort pas 1954年
- Visage de Paris (1956) 9 min;
- Novembre à Paris (1956) 9 min;
- Impressions de New York 1955年
- l'Eté Indien 1957年
- Les Marines (1957)
- A la mémoire du Rock (1962) 11 min (主演ヴィンス・テイラー);
- Le Paris des photographes (1962) 13 min;
- Le Paris des mannequins (1962) 11 min;
- Le professeur de piano (1965) 6 min;
- 今宵バルドーとともに Spécial Bardot (1967) 47 min;
- Gromaire (1967) 11 min;
- Je vous salue Paris (1967) 10 min;
- Dunoyer de Segonzac (1984) 11 min;
- Naissance d'un Opéra à la Bastille (1983) 20 min...

### 長篇
- アメリカの裏窓 L'Amérique insolite (1960)
- Un cœur gros comme ça (1962)
- La douceur du village 1963年 編集クリス・マルケル、音楽ミシェル・ルグラン
- La raison du plus fou 1973年
- オーソン・ウェルズのフェイク Vérités et mensonges 監督ウェルズ 1974年 撮影監督・プロデューサー
- 白い恋人たち Treize jours en France 1968年 共同監督ルルーシュ
- Une passion mexicaine...1979年
- Houston Texas (1980) アメリカの死刑をテーマに
- アダージェット モーリス・ベジャールの時間 Le temps d'un ballet 1982年
- Le Japon de François Reichenbach (1983)

## 受賞歴
- 1962年、『Un cœur gros comme ça』でルイ・ドゥリュック賞、ロカルノ国際映画祭金豹賞。
- 1964年、『La douceur du village』で、カンヌ国際映画祭短篇グランプリ受賞。
- 1965年、カンヌ国際映画祭審査員に就任。
- 1970年、ルービンシュタインについての映画『L'amour de la vie』でアカデミー賞をハリウッドにて受賞。

## 註
1. 1 2  仏語版Wikipedia François Reichenbachの項の記述より。